# Superpar
Superpar je hrvatska natjecateljska reality emisija koja se od 23. ožujka 2019. godine prikazuje na programu RTL-a.  Emisija prati ljubavne parove čiji je cilj kroz razne izazove dokazati da su najbolji par i osvojiti titulu pobjednika. Emisiju vodi Enis Bešlagić.

## Format
Natjecatelji emisije ljubavni su parovi koji su u vezi ili u braku, a tokom emisije zajedno provode vrijeme u kući. Voditelj emisije Enis Bešlagić vodi ih kroz raznovrsne izazove u kojima testiraju koliko jedni druge poznaju i koliko se dobro snalaze u zajedničkom životu. Na temelju izvedbe u izazovima, parovi kroz sezonu napuštaju natjecanje, a najbolji par na kraju je proglašen pobjedničkim te osvajaju novčanu nagradu.

## Pregled emisije
| Sezona | Sezona | Epizode | Epizode | Originalno emitiranje | Originalno emitiranje |
| Sezona | Sezona | Epizode | Epizode | Premijera             | Finale                |
| ------ | ------ | ------- | ------- | --------------------- | --------------------- |
|        | 1.     | 21      | 21      | 23. ožujka 2019.      | 25. travnja 2019.     |
|        | 2.     | 21      | 21      | 14. rujna 2020.       | 16. listopada 2020.   |
|        | 3.     | 22      | 22      | 5. rujna 2021.        | 9. listopada 2021.    |
|        | 4.     | 35      | 35      | 17. travnja 2023.     | 15. lipnja 2023.      |

## Vanjske poveznice
- Službena stranica na rtl.hr
- Službena stranica na Instagramu